# Corporacion Deportiva Everton de Viña del Mar
Cet article concerne le club de football masculin. Pour le club de football féminin, voir Corporacion Deportiva Everton de Vina del Mar (féminines).
Maillots
Actualités
La Corporacion Deportiva Everton de Vina del Mar est un club de football chilien basé à Viña del Mar.

## Histoire

### Fondation et débuts du club

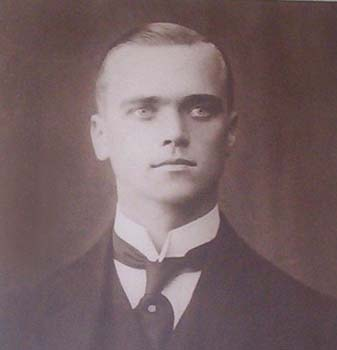
David Foxley, un des fondateurs du club.

Le 24 juin 1909, des immigrés anglais parmi lesquels, David Foxley, décident de créer à Valparaíso un club omnisports auquel ils donnent le nom d'Everton Football Club. Le choix de ce nom est encore aujourd'hui non déterminé. Deux hypothèses s'affrontent. La première prétend qu'il s'agit d'un hommage au club d'Everton alors en tournée en Amérique Latine. La seconde hypothèse prétend qu'il s'agit du nom d'un caramel de l'époque. Le premier président du club est Francisco Boundy, tandis que David Foxley est nommé président d'honneur.
Everton joue le premier match de son histoire contre le Graphie FC. Le onze de départ est le suivant : Arturo Foxley dans les buts, Percy Holmes et Francisco Boundy en défense, Alberto González, Hugo Boundy et Carlos González au milieu et J. Escobar, A. Aravena, David Foxley, V. Estay et Malcolm Frazer en attaque.
En plus du football, le club d'Everton dispose de plusieurs sections sportives : athlétisme, badminton, basket-ball, gymnastique, natation et rugby. 
En 1912, les dirigeants du club décident d'inscrire Everton dans la Liga de Valparaíso, un championnat amateur organisé par l'Asociación de Football de Chile. Le club est incorporé à la troisième division de la Liga de Valparaíso le 27 mars 1912. Le même jour, les dirigeants d'Everton changent les statuts du club afin de pouvoir créer une équipe réserve.
Le 21 avril 1912, Everton joue son premier match de Liga de Valparaíso contre Gold Cross III. Everton s'incline 4-0. En 1913 et 1914, les résultats d'Everton sont irréguliers, déclarant même forfait pour certains matches dans les différentes compétitions auxquelles le club prend part. Mais en 1915, le club se renforce avec l'arrivée de plusieurs joueurs du Badminton FC (vainqueur de la Liga de Valparaíso en 1912). Everton parvient ainsi en finale de la Copa Sporting. Le 29 août 1915, le club s'incline lors de la finale contre la troisième équipe des Santiago Wanderers sur le score de 3-0. Cette année-là, le club adopte de nouvelles couleurs : un maillot grenat avec des manches bleues et un short blanc.
Grâce à ses bons résultats, Everton est autorisée à aligner une équipe en première division de la Liga de Valparaíso. Ses équipes réserves intègrent alors les divisions inférieures de la ligue. Everton joue son premier match en première division le 16 avril 1916 contre le Chacabuco FC (1-1). Lors de cette année, le onze type de l'équipe est le suivant : René Balbontín dans les buts, Kitchner et Oyanedel en défense, David Christie, Necochea et Ives Beke au milieu, Beede, Gustavo Villar, A. Christie, Wallace et Harald Rosenqvist en attaque.

## Palmarès
- Championnat du Chili (4)
  - Champion : 1950, 1952, 1976, 2008 (Ouverture)
  - Vice-champion : 1977, 1985

- Coupe du Chili (1) 
  - Vainqueur : 1964
  - Finaliste : 2016, 2021

## Anciens joueurs
- Gustavo De Luca
- Ezequiel Miralles
- Ramiro Castillo
- José Milton Melgar
- Nelson Acosta
- Ivo Basay
- Cristián Castañeda
- Marco Cornez
- Rubén Espinoza
- Marco Estrada
- Mario Galindo
- Paulo Garcés
- Johnny Herrera
- Braulio Leal
- Manuel Neira
- Claudio Núñez
- Álvaro Ormeño
- Eladio Rojas
- José Gavica
- Diego Figueredo
- Marcelo Fracchia
- Nicolás Freitas
- Carlos María Morales
- Brian Rodríguez
- Héctor Rodríguez Peña
- Miguel Echenausi

## Entraîneurs
Dernière mise à jour : 7 octobre 2013.
| Nom                    | Période                     | Nb de matches | G   | N  | D  | % Victoires | Titres                        |
| ---------------------- | --------------------------- | ------------- | --- | -- | -- | ----------- | ----------------------------- |
| Pierre Duhart          | 1944                        | 4             | 0   | 3  | 1  | 37,50       |                               |
| Gianelli               | 1944                        | 1             | 1   | 0  | 0  | 100,00      |                               |
| José Vilariño          | 1944 ; 1945                 | 8             | 4   | 2  | 2  | 62,50       |                               |
| Casimiro Torres        | 1944                        | 12            | 2   | 1  | 9  | 20,83       |                               |
| Cirilo Costagliola     | 1944                        | 1             | 0   | 0  | 1  | 0,00        |                               |
| José Della Torre       | 1945-1946                   | 47            | 14  | 13 | 20 | 43,62       |                               |
| Renato Panay           | 1947                        | 6             | 2   | 0  | 4  | 33,33       |                               |
| Raimundo Orsi          | 1947                        | 18            | 5   | 2  | 11 | 33,33       |                               |
| Martín García          | 1948-1954; 1975             | 219           | 103 | 39 | 77 | 55,94       | Primera División de Chile (2) |
| Carlos Sponeck         | 1955-1956                   | 59            | 21  | 22 | 16 | 54,24       |                               |
| Carlos Aldabe          | 1957-1958                   | 58            | 28  | 4  | 26 | 51,72       |                               |
| Salvador Biondi        | 1959-1963                   | 134           | 61  | 25 | 48 | 54,85       |                               |
| Daniel Torres          | 1964-1966; 1972-1973        | 142           | 57  | 28 | 57 | 50,00       |                               |
| José María Lourido     | 1966; 1968-1969; 1972; 1981 | 93            | 28  | 23 | 43 | 42,47       |                               |
| Ovidio Cassartelli     | 1967                        | 6             | 0   | 2  | 4  | 16,67       |                               |
| Adolfo Rodríguez       | 1967                        | 28            | 8   | 11 | 9  | 48,21       |                               |
| Guillermo Díaz         | 1968                        | 9             | 2   | 3  | 4  | 38,89       |                               |
| Raúl Pino              | 1969-1971                   | 88            | 35  | 22 | 31 | 52,27       |                               |
| Ángel Saldamando       | 1973                        | 1             | 1   | 0  | 0  | 100,00      |                               |
| José Pérez (es)        | 1973                        | 16            | 10  | 4  | 2  | 75,00       |                               |
| Ramón Climent          | 1973                        | 53            | 22  | 15 | 16 | 55,66       | Segunda División de Chile (1) |
| Pedro Morales          | 1976-1978                   | 118           | 66  | 32 | 20 | 69,49       | Primera División de Chile (1) |
| Rosamel Miranda        | 1979                        | 9             | 2   | 1  | 6  | 27,78       |                               |
| Ricardo Contreras      | 1979; 1981-1983             | 127           | 48  | 42 | 37 | 54,33       | Apertura Segunda División (1) |
| Hugo Tassara           | 1980                        | 18            | 6   | 5  | 7  | 47,22       |                               |
| Rodolfo Leal           | 1980; 1985                  | 15            | 7   | 4  | 4  | 60,00       |                               |
| Caupolicán Peña        | 1980-1981                   | 35            | 14  | 9  | 12 | 52,86       |                               |
| Eladio Rojas           | 1981                        | 1             | 0   | 0  | 1  | 0,00        |                               |
| Francisco Molina       | 1981                        | 14            | 2   | 4  | 8  | 28,57       |                               |
| Fernando Riera         | 1983-1984                   | 75            | 30  | 21 | 24 | 54,00       | Copa Chile (1)                |
| Armando Tobar          | 1985-1986; 1991             | 91            | 38  | 27 | 26 | 56,59       |                               |
| Orlando Aravena        | 1986                        | 11            | 4   | 2  | 5  | 45,45       |                               |
| Alberto Quintano       | 1986                        | 34            | 6   | 17 | 11 | 42,65       |                               |
| Alberto Ferrero        | 1987                        | 14            | 6   | 3  | 5  | 63,57       |                               |
| Gustavo Cortés         | 1987-1989                   | 83            | 29  | 24 | 30 | 49,40       |                               |
| Rogelio Domínguez      | 1989                        | 43            | 12  | 13 | 18 | 43,02       |                               |
| Miguel Ángel Leyes     | 1990                        | 47            | 12  | 16 | 19 | 42,55       |                               |
| Eduardo De la Barra    | 1992; 1995                  | 31            | 9   | 9  | 13 | 43,55       |                               |
| Luis Santibáñez        | 1992                        | 33            | 12  | 8  | 13 | 48,48       |                               |
| Jorge Garcés           | 1993; 2004-2005             | 102           | 39  | 29 | 34 | 52,45       |                               |
| Antonio Vargas         | 1993                        | 2             | 0   | 1  | 1  | 25,00       |                               |
| Antonio Vargas         | 1994-1995; 2001             | 69            | 24  | 12 | 33 | 43,48       |                               |
| Julio Núñez            | 1995                        | 1             | 0   | 0  | 1  | 0,00        |                               |
| Leonardo Véliz         | 1996-1997                   | 66            | 37  | 12 | 17 | 65,15       |                               |
| Gerardo Pelusso        | 1998                        | 20            | 11  | 3  | 6  | 62,50       |                               |
| Manuel Rodríguez       | 1998                        | 10            | 3   | 3  | 4  | 45,00       |                               |
| Jorge Luis Siviero     | 1999 ; 2002                 | 55            | 30  | 14 | 11 | 67,27       |                               |
| Jorge Aravena          | 2000                        | 36            | 11  | 9  | 16 | 43,06       |                               |
| Jaime Baeza            | 2001                        | 1             | 0   | 1  | 0  | 50,00       |                               |
| Jorge García           | 2001-2002 ; 2006-2007       | 28            | 6   | 12 | 10 | 42,86       |                               |
| Miguel Ángel Arrué     | 2002                        | 42            | 17  | 14 | 11 | 57,14       |                               |
| Hernán Ibarra          | 2003                        | 6             | 1   | 3  | 2  | 41,67       |                               |
| Jorge Socías           | 2003-2004                   | 55            | 27  | 11 | 17 | 59,09       | Primera B (1)                 |
| Marcelo Espina         | 2006                        | 26            | 6   | 8  | 12 | 38,46       |                               |
| Juvenal Olmos          | 2007                        | 16            | 5   | 5  | 6  | 46,88       |                               |
| Nelson Acosta          | 2007-2010                   | 122           | 47  | 26 | 49 | 49,18       | Primera División de Chile (1) |
| Diego Osella           | 2010-2011                   | 21            | 8   | 4  | 9  | 47,62       |                               |
| Marco Antonio Figueroa | 2011-2012                   |               |     |    |    |             |                               |
| Víctor Hugo Castañeda  | 2012-2013                   |               |     |    |    |             |                               |
| Omar Labruna           | 2013-                       |               |     |    |    |             |                               |